# Виале, Жуан
Жуа́н Ви́ктор Дал Сте́лла Виа́ле (порт.-браз. João Victor Dall'Stella Vialle; 19 августа 2002, Куритиба) — бразильский футболист, защитник житомирского «Полесья».

## Биография
Родился в городе Куритиба, штат Парана. В апреле 2019 года перешел из «Параны» в академию «Атлетико Паранаэнсе». Дебютировал в первой команде 3 мая 2021 года, вышел на замену Живи в проигранном (0:1) матче Лиги Паранаэнсе против «Азуриса».
В Серии А дебютировал 9 декабря 2021 года, вышел в стартовом составе в ничейном (1:1) поединке против «Спорт Ресифи», в котором тренерский штаб выставил резервный состав.
С конца марта по середину сентября 2023 года выступал в аренде за «Позу-Алегри». Отыграл 11 матчей в бразильской Серии C. В начале января 2024 свободным агентом перебрался в «Итуано». Провёл 11 матчей в Лиге Паранаэнсе, еще 5 раз попадал в заявку на матчи бразильской Cерии B, но ни в одном из них на поле не выходил.
27 июня 2024 года заключил 4-летний контракт с житомирским «Полесьем».

## Достижения
«Атлетико Паранаэнсе»
- Обладатель Южноамериканского кубка: 2021